# Zurmi
Zurmi es un área de gobierno local del estado de Zamfara, en Nigeria. Según el censo de 2006, tiene una población de 293 977 habitantes.
Está ubicada al noroeste del país, en la cuenca hidrográfica del río Sokoto —un afluente del río Níger— y cerca de la frontera con Níger.